# Ja, vi elsker dette landet
Ja, vi elsker dette landet (Ja, wir lieben dieses Land) ist der Titel der norwegischen Nationalhymne.
Der Text wurde zwischen 1859 (erste Fassung) und 1868 vom späteren Literatur-Nobelpreisträger Bjørnstjerne Bjørnson in Riksmål, einer Sprachform der norwegischen Sprache, verfasst. Die Melodie stammt von seinem Vetter Rikard Nordraak. Zum ersten Mal öffentlich gesungen wurde die Hymne am 17. Mai 1864 in Eidsvoll anlässlich der Feiern zum fünfzigsten Jahrestag der norwegischen Verfassung. Zuvor galt das patriotische Lied Sønner av Norge als Nationalhymne Norwegens.
In jeder Strophe werden jeweils die beiden letzten Zeilen wiederholt. Bei offiziellen Anlässen, wie auch z. B. in der Neujahrsnacht im norwegischen staatlichen Fernsehen NRK, werden in der Regel nur die erste und die siebte (und achte) Strophe der Hymne eingespielt. In der Stadt Halden hat sich hingegen eingebürgert, die erste und die vierte Strophe zu singen; dies geschieht aufgrund der Nennung der Stadt im Text dieser Strophe.

## Text
| Norwegischer Originaltext | Deutsche Übersetzung |
| 1. Ja, vi elsker dette landet, som det stiger frem, furet, værbitt over vannet, med de tusen hjem. Elsker, elsker det og tenker På vår far og mor Og den saganatt som senker senker drømme på vår jord. 2. Dette landet Harald berget med sin kjemperad, dette landet Håkon verget medens Øyvind kvad; Olav på det landet malte korset med sitt blod, fra dets høye Sverre talte Roma midt imot. 3. Bønder sine økser brynte hvor en hær dro frem, Tordenskiold langs kysten lynte, så den lystes hjem. Kvinner selv stod opp og strede som de vare menn; andre kunne bare grede, men det kom igjen! 4. Visstnok var vi ikke mange, men vi strakk dog til, da vi prøvdes noen gange, og det stod på spill; ti vi heller landet brente enn det kom til fall; husker bare hva som hendte ned på Fredrikshald! 5. Hårde tider har vi døyet, ble til sist forstøtt; men i verste nød blåøyet frihet ble oss født. Det gav faderkraft å bære hungersnød og krig, det gav døden selv sin ære - og det gav forlik. 6. Fienden sitt våpen kastet, opp visiret fór, vi med undren mot ham hastet, ti han var vår bror. Drevne frem på stand av skammen gikk vi søderpå; nu vi står tre brødre sammen, og skal sådan stå! 7. Norske mann i hus og hytte, takk din store Gud! Landet ville han beskytte, skjønt det mørkt så ut. Alt hva fedrene har kjempet, mødrene har grett, har den Herre stille lempet så vi vant vår rett. 8. Ja, vi elsker dette landet, som det stiger frem, furet, værbitt over vannet, med de tusen hjem. Og som fedres kamp har hevet det av nød til seir, også vi, når det blir krevet, for dets fred slår leir. | 1. Ja, wir lieben dieses Land, wie es aufsteigt, zerfurcht und wettergegerbt aus dem Wasser, mit den tausend Heimen. Lieben, lieben es und denken An unseren Vater und Mutter Und die Saganacht, die hinsenkt Träume auf unsere Erde. 2. Dieses Land das Harald rettete, mit seinem Riesenheer, dieses Land das Håkon wehrte während Øyvind sang; Olav malte auf dem Land das Kreuz mit seinem Blut, von dessen Größe Sverre sprach hin gegen Rom. 3. Bauern ihre Äxte schärften, wo ein Heer gebildet wurde, Tordenskiold entlang der Küste blitzte, so sie nach Hause glänzte. Selbst Frauen standen auf und stritten, als ob sie Männer wären; Andere konnten nur verzweifeln, aber es kam wieder! 4. Sicher, wir waren nicht viele, aber doch genug als wir mehrere Male geprüft wurden und es stand auf dem Spiel; weil wir lieber das ganze Land entflammten als das es zu Fall kommen lassen; erinnern wir uns nur an das was geschah drunten in Fredrikshald! 5. Harte Zeiten haben wir ertragen, wurden zum letzten verleugnet; aber in der schlimmsten Not blauäugig wurde uns die Freiheit geboren. Es gab uns Vaterkraft zu tragen Hungersnot und Krieg, es gab dem Tod selbst die Ehre - und es gab Einigung. 6. Der Feind warf seine Waffen weg, öffnete das Visier, wir mit Verwunderung zu ihm eilten, denn er war unser Bruder. Von der Scham befreit gingen wir südwärts; jetzt stehen wir drei Brüder zusammen, und werden zusammen bleiben! 7. Norwegischer Mann in Haus und Hütte, danke deinem großen Gott! Das Land wollte er beschützen, obwohl es finster aussah. Alles, was die Väter erkämpft haben, was die Mütter erweint, hat der Herr still vollbracht so dass wir unser Recht gewannen. 8. Ja, wir lieben dieses Land, wie es aufsteigt, zerfurcht und wettergegerbt aus dem Wasser, mit den tausend Heimen. Und wie der Kampf unserer Väter erhob es von Not zu Sieg, auch wir, wenn es verlangt wird, für dessen Frieden Lager schlagen. |

### Audio
- Audio-Stream der Nationalhymne Norwegens (Real Player; 0 kB)